# Geraldo dos Reis Maia
Mons. Geraldo dos Reis Maia (* 3. května 1964, Delfinópolis) je brazilský římskokatolický duchovní a biskup Araçuaí.

## Život
Narodil se 3. května 1964 v části města Delfinópolis Babilônia.
Studoval teologii na Papežské katolické univerzitě Minas Gerais. Poté pokračoval ve studiu na Jezuitské fakultě filozofie a teologie a na Papežské univerzitě Gregoriana, kde získal doktorát.
Dne 8. prosince 1988 byl arcibiskupem Beneditem de Ulhôa Vieira vysvěcen na kněze. Byl inkardinován do arcidiecéze Uberaba. Po vysvěcení se stal knězem farnosti svatého Šebestiána v Pedrinópolis. Od roku 1991 sloužil ve farnosti svaté Terezie v Uberabě a roku 1997 byl poslán sloužit do farnosti Nejsvětější svátosti ve stejném městě.
Roku 2007 byl ustanoven rektorem vyššího seminářem. Tuto funkci zastával do následujícího roku. Od roku 2013 řídil Teologický institut svatého Josefa. Působil také jako profesor teologie.
Roku 2014 byl jmenován rektorem Papežské brazilské piánské koleje v Římě. Před jmenováním biskupem působil jako rektor přípravného semináře a administrátor farnosti svatého Josefa v Uberabě.
Dne 30. dubna 2024 jej papež František jmenoval biskupem Araçuaí. Biskupské svěcení přijal 13. července 2024 z rukou arcibiskupa Paula Mendese Peixoto. Spolusvětiteli byli biskup Esmeraldo Barreto de Farias a biskup Eugênio Barbosa Martins.